# Trophée des champions
Trophée des Champions, česky Francouzský superpohár je francouzská fotbalová soutěž, kde se od roku 1981 utkává mistr Ligue 1 (nejvyšší francouzské ligy) a vítěz Coupe de France (francouzského poháru) uplynulé sezóny. 
První oficiální zápas se hrál v roce 1955 jako Challenge des Champions. Od roku 1995 pohár přejmenoval na Trophée des champions a hraje se nepřetržitě. Týmem, který vyhrál trofej nejvíce krát, je PSG, s 13 úspěchy. 

## Přehled zápasů
| Ročník | Rok  | Vítěz poháru                              | Výsledek          | Poražený finalista  | Stadión                                      | Počet diváků |
| ------ | ---- | ----------------------------------------- | ----------------- | ------------------- | -------------------------------------------- | ------------ |
| 1      | 1955 | Stade Remeš (1 vítězství)                 | 7:1               | Lille               | Stade Vélodrome, Marseille                   | 5 000        |
| 2      | 1956 | Sedan-Torcy (1)                           | 1:0               | Nice                | Parc des Princes, Paříž                      | 9 347        |
| 3      | 1957 | Saint-Étienne (1)                         | 2:1               | Toulouse            | Stadium municipal de Toulouse, Toulouse      | 11 254       |
| 4      | 1958 | Stade Remeš (2)                           | 2:1               | Nîmes               | Stade Vélodrome, Marseille                   | 4 659        |
| 5      | 1959 | Le Havre (1)                              | 2:0               | Nice                | Parc des Princes, Paříž                      | 5 006        |
| 6      | 1960 | Stade Remeš (3)                           | 2:1               | Monako              | Marcel Saupin, Nantes                        | 15 289       |
| 7      | 1961 | Monako (1)                                | 1:1               | Sedan-Torcy         | Stade Vélodrome, Marseille                   | 2 000        |
| 8      | 1962 | Saint-Étienne (2)                         | 4:3               | Stade Remeš         | Parc municipal des sports, Limoges           | 8 800        |
| 9      | 1965 | Nantes (1)                                | 4:2               | Stade Rennais       | Stadio del Moustoir, Lorient                 | 12 000       |
| 10     | 1966 | Stade Remeš (4)                           | 2:0               | Nantes              | Marcel Saupin, Nantes                        | 16 000       |
| 11     | 1967 | Saint-Étienne (3)                         | 3:0               | Lyon                | Stade Geoffroy-Guichard, Saint-Étienne       | 16 398       |
| 12     | 1968 | Saint-Étienne (4)                         | 5:3               | Bordeaux            | Stade Richter, Montpellier                   | 5 917        |
| 13     | 1969 | Saint-Étienne (5)                         | 3:2               | Olympique Marseille | Parc des Princes, Paříž                      | 6 416        |
| 14     | 1970 | Nice (1)                                  | 2:0               | Saint-Étienne       | Stade Léo Lagrange, Nice                     | 5 023        |
| 15     | 1971 | Olympique Marseille (1) Stade Rennais (1) | 2:2               |                     | Stade de l'Armoricaine, Brest                | 15 000       |
| 16     | 1972 | Bastia (1)                                | 5:2               | Olympique Marseille | Stade de Bon Rencontre, Toulouse             | 10 000       |
| 17     | 1973 | Lyon (1)                                  | 1:0               | Nantes              | Stade de l'Armoricaine, Brest                | 10 000       |
| 18     | 1985 | Monako (2)                                | 1:1 (8:7 na pen.) | Bordeaux            | Stade Chaban-Delmas, Bordeaux                | 21 618       |
| 19     | 1986 | Bordeaux (1)                              | 1:0               | PSG                 | Stade René Serge Nabajoth, Pointe-à-Pitre    | 12 000       |
| 20     | 1995 | PSG (1)                                   | 2:2 (6:5 na pen.) | Nantes              | Stade Francis-Le Blé, Brest                  | 12 000       |
| 21     | 1997 | Monako (3)                                | 5:2               | Nice                | Stade de la Méditerranée, Béziers            | 7 614        |
| 22     | 1998 | PSG (2)                                   | 1:0               | Lens                | Stade de la Vallée du Cher, Tours            | 10 365       |
| 23     | 1999 | Nantes (2)                                | 1:0               | Bordeaux            | Stade de la Licorne, Amiens                  | 11 858       |
| 24     | 2000 | Monako (4)                                | 0:0 (6:5 na pen.) | Nantes              | Stade Auguste Bonal, Montbéliard             | 9 918        |
| 25     | 2001 | Nantes (3)                                | 4:1               | Štrasburk           | Stade della Meinau, Štrasburk                | 7 685        |
| 26     | 2002 | Lyon (2)                                  | 5:1               | Lorient             | Stade Pierre de Coubertin, Cannes            | 5 041        |
| 27     | 2003 | Lyon (3)                                  | 2:1               | Auxerre             | Stade Gerland, Lyon                          | 18 254       |
| 28     | 2004 | Lyon (4)                                  | 1:1 (7:6 na pen.) | PSG                 | Stade Pierre de Coubertin, Cannes            | 9 429        |
| 29     | 2005 | Lyon (5)                                  | 4:1               | Auxerre             | Stade de l'Abbé-Deschamps, Auxerre           | 10 967       |
| 30     | 2006 | Lyon (6)                                  | 1:1 (5:4 na pen.) | PSG                 | Stade Gerland, Lyon                          | 30 529       |
| 31     | 2007 | Lyon (7)                                  | 2:1               | Sochaux             | Stade Gerland, Lyon                          | 30 413       |
| 32     | 2008 | Bordeaux (2)                              | 0:0 (5:4 na pen.) | Lyon                | Stade Chaban-Delmas, Lens                    | 27 167       |
| 33     | 2009 | Bordeaux (3)                              | 2:0               | Guingamp            | Olympijský stadion, Montréal                 | 34 068       |
| 34     | 2010 | Olympique Marseille (2)                   | 0:0 (5:4 na pen.) | PSG                 | Stadion Hammadi Agrebi, Radès                | 57 000       |
| 35     | 2011 | Olympique Marseille (3)                   | 5:4               | Lille               | Stadion Ibn Batouta, Tanger                  | 33 900       |
| 36     | 2012 | Lyon (8)                                  | 2:2 (4:2 na pen.) | Montpellier         | Red Bull Arena, Harrison                     | 15 166       |
| 37     | 2013 | PSG (3)                                   | 2:1               | Bordeaux            | Stade d'Angondjé, Libreville                 | 34 658       |
| 38     | 2014 | PSG (4)                                   | 2:0               | Guingamp            | Stadium dei Lavoratori, Peking               | 39 752       |
| 39     | 2015 | PSG (5)                                   | 2:0               | Lyon                | Stade Saputo, Montreal                       | 20 057       |
| 40     | 2016 | PSG (6)                                   | 4:1               | Lyon                | Wörthersee Stadion, Klagenfurt am Wörthersee | 10 120       |
| 41     | 2017 | PSG (7)                                   | 2:1               | Monako              | Stadion Ibn Batouta, Tanger                  | 43 761       |
| 42     | 2018 | PSG (8)                                   | 4:0               | Monako              | Universiade Sports Centre, Šen-čen           | 41 237       |
| 43     | 2019 | PSG (9)                                   | 2:1               | Stade Rennais       | Universiade Sports Centre, Šen-čen           | 22 045       |
| 44     | 2020 | PSG (10)                                  | 2:1               | Olympique Marseille | Stade Bollaert-Delelis, Lens                 | 0            |
| 45     | 2021 | Lille (1)                                 | 1:0               | PSG                 | Itztadion Bloomfield, Tel Aviv               | 29 000       |
| 46     | 2022 | PSG (11)                                  | 4:0               | Nantes              | Itztadion Bloomfield, Tel Aviv               | 28 000       |
| 47     | 2023 | PSG (12)                                  | 2:0               | Toulouse            | Parc des Princes, Paříž                      | 43 792       |
| 48     | 2024 | PSG (13)                                  | 1:0               | Monako              | Stadium 974, Dauhá                           | 44 089       |

## Úspěšnost podle klubů
| Klub                | Vítěz | Finalista | Vítězné roky                                                                 |
| ------------------- | ----- | --------- | ---------------------------------------------------------------------------- |
| PSG                 | 13    | 5         | 1995, 1998, 2013, 2014, 2015, 2016, 2017, 2018, 2019, 2020, 2022, 2023, 2024 |
| Olympique Lyon      | 8     | 4         | 1973, 2002, 2003, 2004, 2005, 2006, 2007, 2012                               |
| Saint-Étienne       | 5     | 1         | 1957, 1962, 1967, 1968, 1969                                                 |
| Stade Remeš         | 4     | 1         | 1955, 1958, 1960, 1966                                                       |
| Monako              | 4     | 5         | 1961, 1985, 1997, 2000                                                       |
| Nantes              | 3     | 5         | 1965, 1999, 2001                                                             |
| Bordeaux            | 3     | 4         | 1986, 2008, 2009                                                             |
| Olympique Marseille | 3     | 3         | 1971, 2010, 2011                                                             |
| Nice                | 1     | 3         | 1970                                                                         |
| Rennais             | 1     | 2         | 1971                                                                         |
| Lille               | 1     | 2         | 2021                                                                         |
| Sedan               | 1     | 1         | 1956                                                                         |
| Le Havre            | 1     | 0         | 1959                                                                         |